# Pheidole guajirana
Pheidole guajirana (лат.) — вид муравьёв рода Pheidole из подсемейства Myrmicinae (Formicidae). Южная Америка: обнаружены от Манауса (Бразилия) до департаментов Гуахира и Магдалена (Колумбия). Задняя часть голова в профиль плоская; голова двухцветная; постпетиоль сверху ромбовидный. Шипы заднегрудки короткие. Большая часть тела коричневая (мезосома более тёмная), а передняя одна шестая часть головной капсулы, усики и ноги — коричневато-жёлтые. Ширина головы (HW) — 0,40—0,70 мм, длина головы — (HL) 0,44—0,78, длина скапуса усика (SL) — 0,32—0,34, длина глаза (EL) — 0,06—0,10, ширина петиоля (PW) — 0,26—0,36. Сходен с другими неарктическими видами Pheidole casta, Pheidole mera и Pheidole tysoni. Название guajirana дано по имени северного региона Колумбии (Guajira), где была найдена типовая серия экземпляров.